# دانته لام
دانته لام (انگلیسی: Dante Lam؛ زادهٔ ۱۱ مهٔ ۱۹۶۵) کارگردان فیلم، بازیگر و فیلم‌نامه‌نویس اهل چین است.
از فیلم‌ها یا برنامه‌های تلویزیونی که وی در آن نقش داشته‌است، می‌توان به تک‌تیرانداز، عملیات دریای سرخ و جکی و خون‌آشامان اشاره کرد.